# Mariano Pensotti
Mariano Pensotti (1973) is een Argentijnse theater- en filmmaker.

## Biografie
Pensotti werd geboren in Buenos Aires. Zijn ouders waren linkse politieke activisten. Toen hij acht jaar oud was, leefde zijn familie ondergedoken vanwege de militaire dictatuur die in Argentinië heerste. Later studeerde hij film, theater en beeldende kunsten. Eerst in Buenos Aires en daarna in Spanje en Italië. In 2005 beleefde zijn thuisland een belangrijke politieke en economische crisis. Als reactie vormde hij theatergezelschap Grupo Marea, waarin hij gelijkgezinde theatermakers verzamelde: decorontwerper Mariana Tirantte, muzikant Diego Vainer, lichtdesigner Alejandro Le Roux en producer Florencia Wasser.
Pensotti mixt verschillende mediums door elkaar. Hij past bijvoorbeeld principes uit de film toe op het theater. In zijn voorstelling "Arde brillante en los bosques de la noche" wisselen poppenspel, theater en film elkaar af. Hij gebruikt elementen uit z'n eigen leven in zijn scenario's, maar ook van zijn acteurs. Dit doet hij om de grenzen tussen fictie en realiteit te onderzoeken. Naast de gevestigde theaterwereld maakt hij locatiespecifieke voorstellingen, op ongebruikelijke plaatsen zoals straten, verschillende appartementen in een gebouw ("Interiores", 2007) of een treinstation.
Zijn eerste stuk, "Ojos Ajenas", ging in première in 2000. "Trieste" volgde in 2001. In 2004 ging "Los Muertos" in première in het Hebbel am Uffer Theater in Berlijn. In 2006 werd "La Marea" vertoond op het Kunstenfestivaldesarts in Brussel, waarbij de Vlaamsesteenweg het levende decor werd. In 2010 keerde hij terug naar Brussel met "El Pasado es un Animal Grotesco". Voor deze voorstelling maakte hij gebruik van een ronddraaiend podium en werkte hij samen met indierockband Of Montreal. Een groot deel van z'n stukken werden vertoond op het Brusselse festival, waarmee hij ook enkele co-producties maakte. 
Voor "Arde brillante en los bosques de la noche" vond hij inspiratie bij de Russische Revolutie en de politica en feministe Aleksandra Kollontaj. Het stuk gaat over marionetten die naar een toneelstuk kijken waar de personages op hun beurt naar een film kijken. De lichamen van de acteurs worden op verschillende schaal weergegeven. Die verschillen in grootte zijn een weerspiegeling van hun onderlinge machtsverhoudingen en plaatst vraagtekens bij de manier waarop de maatschappij ons lichaam controleert. De marionetten worden bediend door de acteurs die hetzelfde personage spelen, waarmee Pensotti de kwestie van controle en manipulatie (vooral van vrouwen) benadrukt. Dit stuk werd in 2017 vertoond op het Noorderzonfestival in Groningen en in 2019 in deSingel in Antwerpen.
In de film "El Público / The Audience" (2020) vermengde Pensotti andermaal verschillende kunstvormen. Hij toont een groep mensen die naar een toneelvoorstelling gaan kijken. Ze nemen plaats in de zaal, bladeren in het programmaboekje, praten met elkaar en vervolgens komen ze buiten na afloop van de voorstelling, die veel emoties losmaakte. Vervolgens volgt de film elf personen en de impact die deze theatervoorstelling op hen had.

## Creaties
- Ojos ajenos (2000)
- Trieste (2001)
- Los 8 de julio (2002)
- Noche en las cataratas (2003)
- Los muertos (2004)
- Vapor (2004)
- Laura (2005)
- La marea (2005/2011)
- Sucio (2007)
- Interiores (2007)
- Disco (2007)
- Colega de nadie (2008)
- El pasado es un animal grotesco (2010)[13]
- Enciclopedia de vidas no vividas (2010)
- A ceces creo que te veo (2010)[14]
- Cineastas (2013)[15][16][17]
- El paraiso (2014)
- Hoy es el dia (2015)
- Cuando vuelva a casa voy a ser otro (2015)[18][19]
- Arde brillante en los bosques de la noche (2017)[20][21]
- Diamante (2018)
- Beatrix Cenci (2019)
- El público / The Audience (2020)[22][23]
- Los años (2022)

## Onderscheidingen
- Vapor (2004) - Germán Rozenmacher Award, Buenos Aires